# Stauropus khasianus
Stauropus khasianus är en fjärilsart som beskrevs av Rothschild 1917. Stauropus khasianus ingår i släktet Stauropus och familjen tandspinnare. Inga underarter finns listade i Catalogue of Life.